# Poplar Bluff
Poplar Bluff é uma cidade localizada no estado americano de Missouri, no Condado de Butler.

## Demografia
Segundo o censo americano de 2000, a sua população era de 16.651 habitantes.
Em 2006, foi estimada uma população de 17.059, um aumento de 408 (2.5%).

## Geografia
De acordo com o United States Census Bureau tem uma área de
30,0 km², dos quais 30,0 km² cobertos por terra e 0,0 km² cobertos por água. Poplar Bluff localiza-se a aproximadamente 110 m acima do nível do mar.

## Localidades na vizinhança
O diagrama seguinte representa as localidades num raio de 28 km ao redor de Poplar Bluff.